# 油布佐和子
油布 佐和子（ゆふ さわこ、1953年 - ）は、日本の教育学者。専門は教育社会学。早稲田大学教育学部教授。

## 人物・経歴
大分県生まれ。1976年東京女子大学文理学部卒業。1987年東京大学大学院教育学研究科博士課程単位取得退学。同年、福岡教育大学教育学部講師、1990年同助教授、2002年同教授を経て、2008年早稲田大学教育・総合科学学術院教授。
日本教育社会学会理事。日本教師教育学会理事。日本学術会議連携会員。専攻は教育社会学。

## 編著
- 『教師の現在・教職の未来 : あすの教師像を模索する』教年育出版 1999年
- 『転換期の教師』放送大学教育振興会 2007年
- 『教師という仕事』日本図書センター 2009年
- 『現代日本の教師 : 仕事と役割』放送大学教育振興会 2015年
- 『私の平成』（小笠原英司と共編）ぎょうせい 2018年
- 『教育と社会』学文社 2021年
- 『コロナ禍から学ぶ』（耳塚寛明と共編）ぎょうせい 2021年